# 797 Монтана
797 Монтана (енгл. 797 Montana) је астероид главног астероидног појаса са средњом удаљеношћу од Сунца која износи 2,534 астрономских јединица (АЈ).
Апсолутна магнитуда астероида је 10,34 а геометријски албедо 0,196.